# Cheri Dubreuil
Cheri Dubreuil (Vic-en-Bigorre, 6 febbraio 1828 – 1880 ?) è stato un pittore francese, specializzato in marine e paesaggi marittimi.

## Biografia
Su di lui non si conosce molto anche se la sua produzione è molto ampia. Figlio del barone Pierre Luis, nel 1848 si imbarcò come aspirante ausiliario sulla fregata Modagor e fu a Rochefort; nel 1854 fu secondo maestro di timoneria volontaria e poi ufficiale di marina. Scarne le notizie sulla sua vita e sulla sua attività di pittore. Tutti i dizionari e i repertori di pittori denunciano un vuoto di notizie su Dubreuil dopo il 1869 e ipotizzano che la sua morte sia avvenuta intorno al 1880.
Ma se poche sono le notizie sulla vita del pittore,  numerosissimi sono i suoi olii di soggetto navale, anche di grande dimensioni e impegno artistico, presenti in parecchi musei di diverse città della Francia e dell'Italia; inoltre sue opere compaiono nelle aste antiquarie specializzate nella produzione marinara.
Il Museo Nazionale della Marina di Parigi possiede 4 grandi quadri ad olio, conservati nei depositi del museo, dei quali due sono stati esposti all'Expo "Navires à la mer" del Museo della Marina di Tolone.
Numerose opere si trovano nei musei di Genova come risulta tra i documenti del "Centro di documentazione per la Storia, l'Arte e l'Immagine di Genova", dove ha sede l'Archio Fotografico; 10 negativi di altrettante opere firmate Dubreuil con le indicazioni delle collocazioni: 2 presso il Museo del Risorgimento di Genova; 2 in collezione privata; 6 presso il Museo Navale di Genova, tutte con titolo e datazione, e 5 fotografie di altrettante litografie firmate e datate 1858 e 1859 conservate al Museo Navale di Genova.
La presenza così massiccia di opere di questo pittore francese è giustificata dal fatto che questi visse a Genova tra il 1856 e il 1869, come risulta dal censimento del 1856 e anche dai successivi (la documentazione è conservata presso l'Archivio Storico del Comune di Genova). Dai censimenti risulta "ammogliato con Marie Jacomme, nata a Parigi nel 1839", residente "in Portoria, Piazza G. Alessi - Casa Pallavicini in cima" con il suocero Claudio Jacomme. È interessante la figura di Claudio Jacomme, di professione litografo, artista parigino che giunse a Genova perché chiamato dai litografi genovesi Luigi e Giuseppe Pellas, intenzionati a migliorare la qualità della loro produzione. Jacomme, prima di trasferirsi a Genova, aveva lavorato presso la prestigiosa stamperia parigina Lemercier.
Il soggiorno di Dubreuil a Genova fu molto fruttuoso e, grazie al suocero Jacomme, venne a contatto con alcuni artisti che allora operavano a Genova, e probabilmente con la pittrice veneziana Leopoldina Zanetti il cui marito, Ulisse Borzino, direttore dell'Accademia Ligustica, era amico di Claudio Jacomme. Di Jacomme Ulisse Borzino aveva utilizzato il cosiddetto "metodo Jacomme" quando lavorava come litografo presso lo stabilimento di Luigi Pellas.
Si ignora quando Dubreuil abbia interrotto la sua carriera di uomo di mare o se l'abbia affiancata alla sua attività di pittore; di certo,  per le sue marine e per i suoi quadri in cui ha voluto fissare eventi storici avvenuti sul mare e momenti del Risorgimento, Cheri Dubreuil ha utilizzato a pieno la sua personale conoscenza di cose di mare (attrezzatura velica, varietà di alberatura,, tipologia delle imbarcazioni)  e i suoi quadri sono "documentazione ad ampio raggio della marina dell'Ottocento".